# Günter Baumann (Politiker)

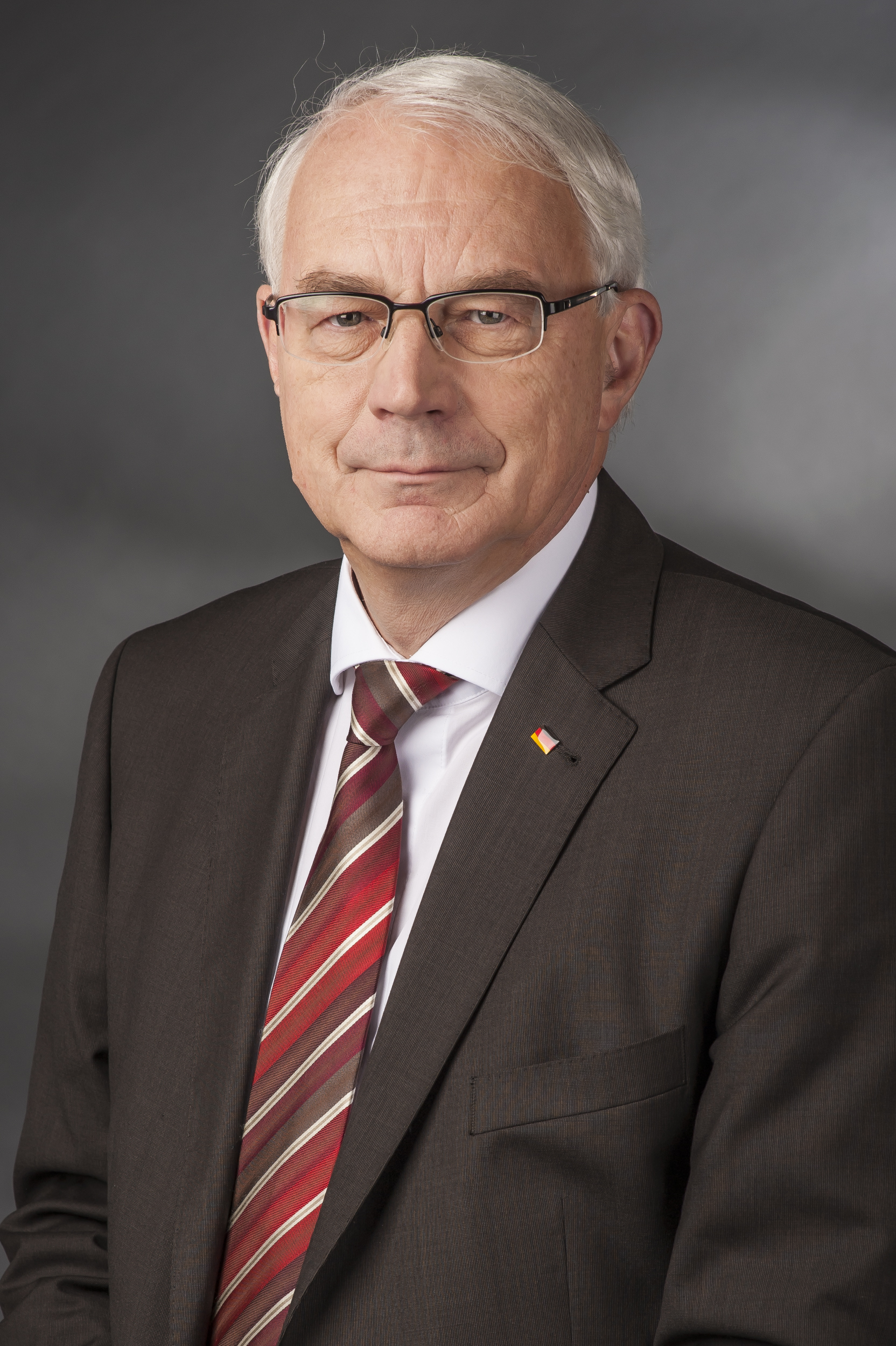
Günter Baumann (2014)

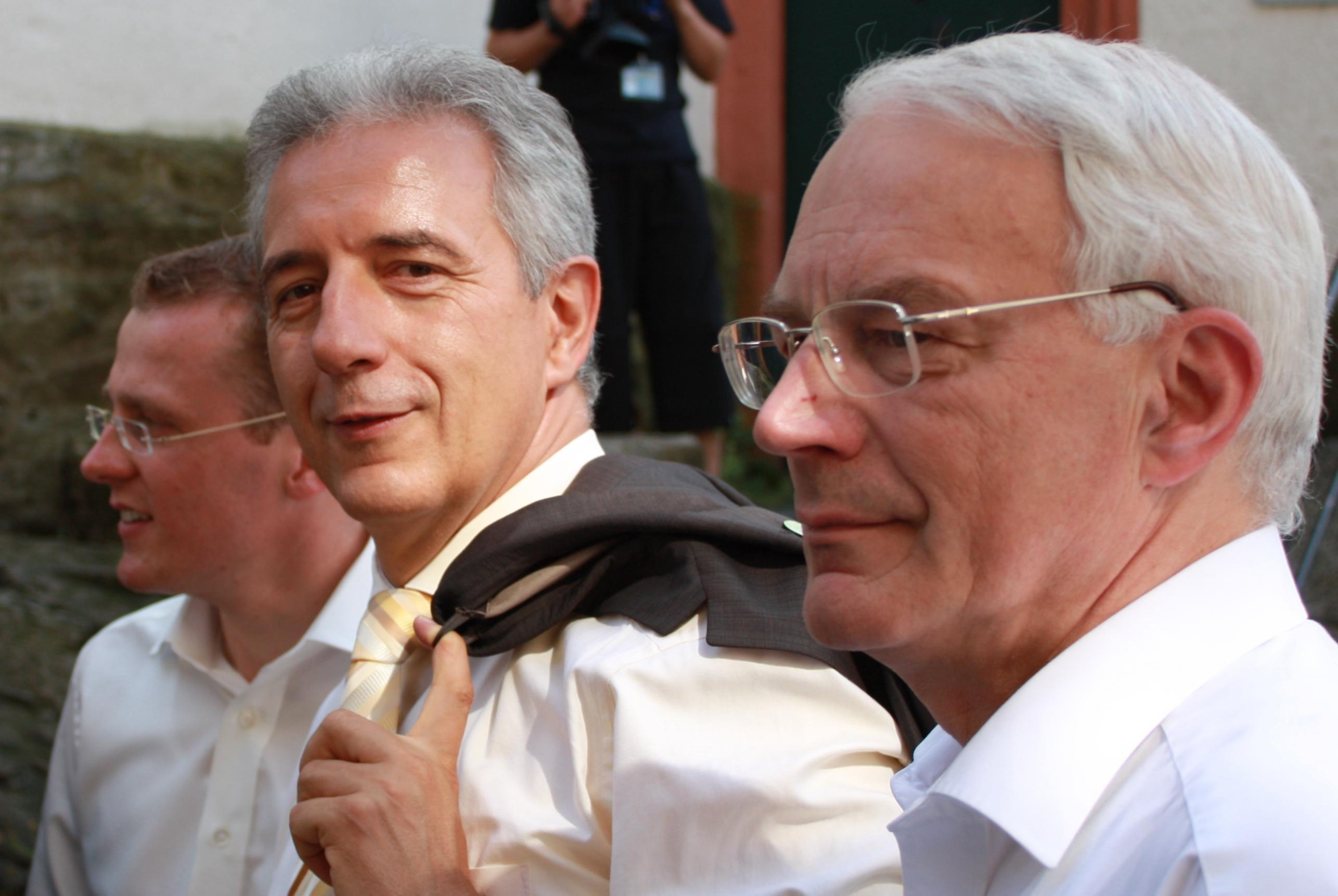
Günter Baumann (rechts) mit Stanislaw Tillich und Alexander Krauß (2009)

Helmut Günter Baumann (* 1. August 1947 in Annaberg-Buchholz) ist ein ehemaliger deutscher Politiker (CDU) und war von 2005 bis 2017 Vorsitzender der Arbeitsgruppe Petitionen der CDU/CSU-Bundestagsfraktion.

## Leben
Nach dem Abschluss der Berufsausbildung mit Abitur 1967 absolvierte Baumann ein Studium an der Technischen Universität Dresden, das er 1971 als Diplom-Ingenieur für Textiltechnologie beendete. Anschließend war er bis 1990 in der Textilindustrie, zuletzt als Werkleiter in einem Posamentenbetrieb, tätig. Baumann ist evangelisch, verheiratet und hat zwei Kinder.

## Politische Laufbahn
Baumann trat 1972 in die CDU der DDR ein, war von 1990 bis 1998 Bürgermeister der Stadt Jöhstadt und gehört seit 1990 dem Kreistag des Landkreises Annaberg an.
Er war von 1998 bis 2017 Mitglied des Deutschen Bundestages und dort ab November 2005 Vorsitzender der Arbeitsgruppe Petitionen der CDU/CSU-Fraktion sowie Mitglied des Petitionsausschusses und des Innenausschusses. Baumann zog jeweils als direkt gewählter Abgeordneter der Wahlkreise Annaberg – Stollberg – Zschopau (1998), Annaberg – Aue-Schwarzenberg (2002 und 2005) und Erzgebirgskreis I (2009 und 2013) in den Bundestag ein. Bei der Bundestagswahl 2013 erreichte er 50,2 % der Erststimmen. Im 18. Bundestag war Baumann Ordentliches Mitglied im Innenausschuss.
Er trat bei der Bundestagswahl 2017 nicht mehr für den Bundestag an.

## Ehrungen
Auf Vorschlag seiner Fraktion wurde Baumann für sein jahrelanges außergewöhnliches Engagement auf verschiedenen Gebieten am 15. Dezember 2010 mit dem Verdienstkreuz am Bande des Verdienstordens der Bundesrepublik Deutschland ausgezeichnet, was wegen der pauschalen Vergabepraxis nach dem Proporzverfahren an Bundestagsabgeordnete und der nichtöffentlichen Verleihung öffentliche Kritik hervorrief.
Ihm wurde der Titel Botschafter des Erzgebirges verliehen.